# منتيمير شايمييف
منتيمير شاريب أوغلي شايمييف (بالسيرلية التترية: Минтимер Шәрип улы Шәймиев) أو منتيمير شاريبوفيتش شايمييف (بالروسية: Минтиме́р Шари́пович Шайми́ев) أو منتيمير شريف الله شايمييف (ولد في 20 يناير 1937) هو أول رئيس لجمهورية تتارستان، إحدى جمهوريات روسيا الاتحادية. تولى رئاسة تتارستان في 12 يونيو 1991، وأعيد انتخابه ثلاث مرات (في 24 مارس 1996، و25 مارس 2001، و25 مارس 2005)، وترك الرئاسة سنة 2010.

## حياته
ولد شايمييف في قرية أنياكوفو بجمهورية التتر السوفييتية ذات الحكم الذاتي، وتخرج في معهد كازان الزراعي سنة 1959، ثم عمل مهندسًا زراعيًا. التحق بالحزب الشيوعي سنة 1963، وفي سنة 1967 عُين معلمًا ونائبًا لرئيس القسم الزراعي بالتنظيم الحزبي الإقليمي بتتارستان. وفي سنة 1969 عُين شايمييف وزيرًا للتحسين والاقتصاد المائي بجمهورية تتارستان، وفي سنة 1983 صار النائب الأول لرئيس مجلس الوزراء التتري. وفي سبتمبر 1989 صار شايمييف الأمين الأول لتنظيم الحزب الشيوعي في تتارستان، ثم انتُخب في العام ذاته عضوًا بمجلس نواب الشعب السوفييتي. وفي أبريل 1990، انتخب رئيسًا لمجلس السوفييت الأعلى بجمهورية تتارستان. وفي 31 أغسطس 1990 اعترف مجلس السوفييت الأعلى بسيادة تتارستان، وفي 21 يونيو 1991، انتُخب شايميف رئيسًا لجمهورية التتر السوفييتية الاشتراكية، فأصدر ـ بصفته رئيسًا لجمهورية تتارستان ـ إعلانًا أثناء محاولة الانقلاب في موسكو في أغسطس 1991، أعلن فيه دعمه لموقف لجنة الطوارئ. وفي مارس 1992، نظم استفتاء على سيادة تتارستان، أسفر عن تصويت 62% من المشاركين فيه لصالح سيادة الجمهورية. وفي سنة 2001، اشترك مع يوري لوجكوف ـ عمدة موسكو ـ في تأسيس حزب روسيا الموحدة.
بعد 19 عامًا قضاها شايمييف في الحكم، أعلن في يناير 2010 عدم رغبته في الترشح لفترة رئاسية خامسة، ورشح رئيس وزرائه رستم مينيخانوف لخلافته، وهو ما أقره الرئيس الروسي دميتري ميدفيديف في 27 يناير 2010.

## التكريم
من الأوسمة والجوائز التي حصل عليها شايمييف:
- وسام لينين (1966)
- وسام ثورة أكتوبر (1976)
- جائزة الملك فيصل العالمية في مجال خدمة الإسلام (2007) «تقديرًا لخدماته الجليلة للإسلام والمسلمين المتمثلة في جهوده العظيمة في إحياء الثقافة الإسلامية في جمهورية تتارستان، وتعريف مسلميها بمبادئ دينهم القيمة، وتشييد المساجد والمدارس والجمعيات الإسلامية، وإنشاء الجامعة الإسلامية الروسية، ولسياسته الحكيمة التي جعلت من تتارستان مثالًا للتعايش الاجتماعي السلمي، ورمزًا للتسامح، كما جعلتها تحقق نهضة اقتصادية وعمرانية واضحة المعالم».[3]
- عضو شرفي بالأكاديمية الروسية للفنون
- الوسام الأولمبي (2008): «لإسهامه البارز في تطوير الحركة الأولمبية».
- وسام الصداقة من الطبقة الأولى من جمهورية كازاخستان (2010).

## وصلات خارجية
- منتيمير شايمييف على موقع IMDb (الإنجليزية)
- منتيمير شايمييف على موقع مونزينجر (الألمانية)
- منتيمير شايمييف على موقع أوليمبيديا (الإنجليزية)

- الموقع الرسمي لمنتيمير شايمييف (بالروسية والتترية والإنجليزية)